# Sha'Carri Richardsonová
Sha'Carri Richardsonová (* 25. března 2000 Dallas) je americká sprinterka, mistryně světa v běhu na 100 metrů a držitelka rekordu mistrovství světa v čase 10,65 s.

## Osobní rekordy

### Dráha
- běh na 100 metrů – 10,65 s – 21. srpna 2023, Budapešť
- běh na 200 metrů – 21,94 s – 9. července 2023, Eugene

### Hala
- běh na 60 metrů – 7,20 s – 26. ledna 2019, Fayetteville
- běh na 200 metrů – 23,08 s – 9. února 2019, Fayetteville

## Osobní život
Již v roce 2015 uvedla, že je bisexuální. V minulosti udržovala vztah s jamajskou překážkářkou Janeek Brownovou.